# Фёдоров, Иван (мореплаватель)
Иван Фёдоров (? — 1733, Нижнекамчатск) — русский мореплаватель, подштурман. Участник экспедиции 1732 года, исследовавшей Берингов пролив. По путевому журналу Фёдорова была составлена карта Берингова пролива, на которой впервые был обозначен американский берег. Также на карту были впервые нанесены остров Крузенштерна, скала Фэруэй, остров Кинг.

## Биография

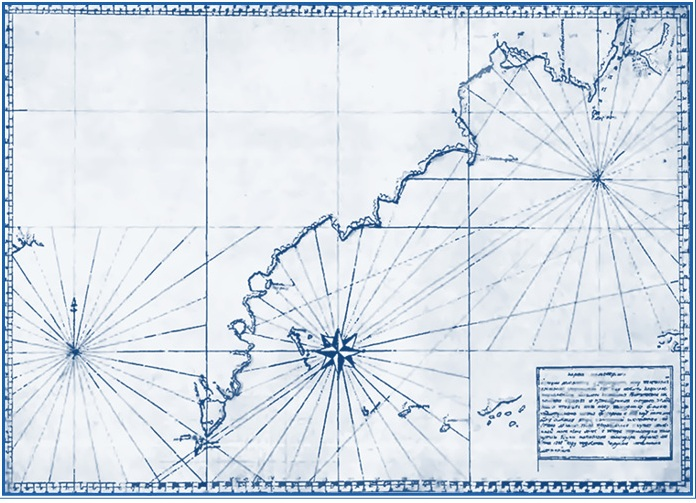
Карта Шпанберга по результатам экспедиции Федорова 1731 года, 1743 год. Составлена по бортовому журналу Федорова

Иван Фёдоров происходил из боярских людей. В 1707 году был послан «за море в практику». В 1710-13 годах обучался в «Навигацкой школе».

В 1728-30 участвовал в экспедиции якутского казачьего головы А. Ф. Шестакова в северной части Охотского моря на боте «Восточный Гавриил».
Осенью 1730 на том же боте вышел из Охотска под командованием штурмана Я. Генса. В районе реки Утки потерпел крушение.
Весной 1731 г. на другом судне «Св. Гавриил» (в составе экспедиции, имевшей целью обложение ясаком жителей «Большой Земли», то есть Аляски) под командой Я. Генса, перешел из Большерецка в Нижне-Камчатск.
20 июля 1731 г. экспедиция должна была выйти в море, но её на год задержало восстание ительменов под предводительством еловского тойона Фёдора Харчина. Генс получил приказание вначале подавить его, а затем уже идти к островам. Через некоторое время Генс заболевает и сдаёт «Св. Гавриил» подштурману Ивану Фёдорову, который сам был болен цингой. Кроме того, у Фёдорова, который некоторое время жил на борту необогреваемого бота «Св. Гавриил», стали опухать ноги, так что он оказался главой дальнейшей экспедиции против воли. Ближайшим помощником Федорова стал геодезист Михаил Спиридонович Гвоздев, вторым — мореход Кондратий Мошков. Был на борту и переводчик-новокрещенец Егор Буслаев. Всего на корабле находилось 39 человек.

23 июля 1732 «Святой Гавриил» (тот самый бот, что был задействован в Первой Камчатской экспедиции) отошёл от Нижне-Камчатского острога. Обошли Камчатский нос, подошли к Анадырскому носу, затем отправились на поиск островов. 13 августа подошли к восточной оконечности Азии (мысу Дежнёва). Попытки убедить аборигенов платить ясак успехом не увенчались. Мореплаватели отправились к острову св. Диомида, который видел Беринг и установили, что их два (сейчас это о. Ратманова и о. Крузенштерна). С острова Крузенштерна увидели «большой остров» (п-ов Сьюард северо-западной Америки). Бот «Св. Гавриил» подошел к Аляске 21 августа в районе мыса Принца Уэльского примерно в широте 60°15' и встал на якорь в четырёх верстах от берега — недалеко от сегодняшнего эскимосского селения Кингеген; высадиться на берег моряки не смогли из-за погодных условий. Иван Фёдоров «поднял якорь на своей вахте без общего согласия и пошёл подле земли к южному концу». Мореплаватели прошли вдоль берега в юго-восточном направлении, затем повернули на юго-запад. Моряки пытались убедить Гвоздева повернуть корабль назад, ссылаясь на проблемы с провизией и состояние судна, но тот указывал, что Фёдоров — начальник и без его согласия возвратиться нельзя. Наконец, по прошению членов экипажа, «Святой Гавриил» 27 или 28 сентября вернулся на Камчатку.

Вернувшись в Нижнекамчатск, Фёдоров и Гвоздев начали подготовку отчётных документов, в конце 1732 года послали в Анадырск подробное донесение. В феврале 1733 года Иван Фёдоров умер. 22 июня 1733 года Гвоздев подготовил в канцелярию Охотского порта рапорт о плавании и с ним же отправил подлинный судовой журнал (лагбух). Оригиналы журналов и рапортов в Охотскую канцелярию не сохранились или не найдены. Результаты экспедиции известны по более поздним документам, написанным по памяти или с черновиков. В 1743 году по запросу на основании судового журнала Ивана Фёдорова, обнаруженного пробирным мастером С. Гардеболем, жившим в комнате Ивана в Нижнекамчатске после его смерти, штурманами X. Юшиным, Б. Родичевым и геодезистом М. Гвоздевым была составлена итоговая карта плавания, известная как карта М. Шпанберга 1743 года.